# National Gallery of Modern Art

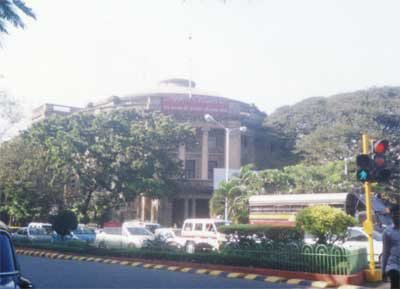
National Gallery of Modern Art, New Delhi

National Gallery of Modern Art är ett indiskt statligt federalt konstmuseum med huvudmuseum i New Delhi från 1954 och med filialer i Mumbai och  Bangalore.  
National Gallery of Modern Art har samlingar med omkring 14.000 verk, av indiska konstnärer som Thomas Daniell (1749-1840), Rabindranath Tagore, Nandalal Bose (1882-1966) och Amrita Sher-Gil (1913-41).

## New Delhi
Musets byggnad i New Delhi ligger vid ena ändan av Rajpath vid India Gate och var tidigare Maharajans av Jaipur bostadspalats i New Delhi. Huset, som har namnet "Jaipur House", ritades av Arthur Conran Bloomfield (1863-1935) och blev klart 1936.
Museet invigdes 1954. Den tyske konsthistorikern Hermann Goetz (1898–1976) blev dess förste intendent. Museet byggde också upp verksamheter som konservering, referensbibliotek och dokumentationscentrum. År 2009 invigdes en tillbyggnad, vilken tillförde museet omkring sex gånger så stort utställningsutrymme samt auditorium med mera.

## Mumbai

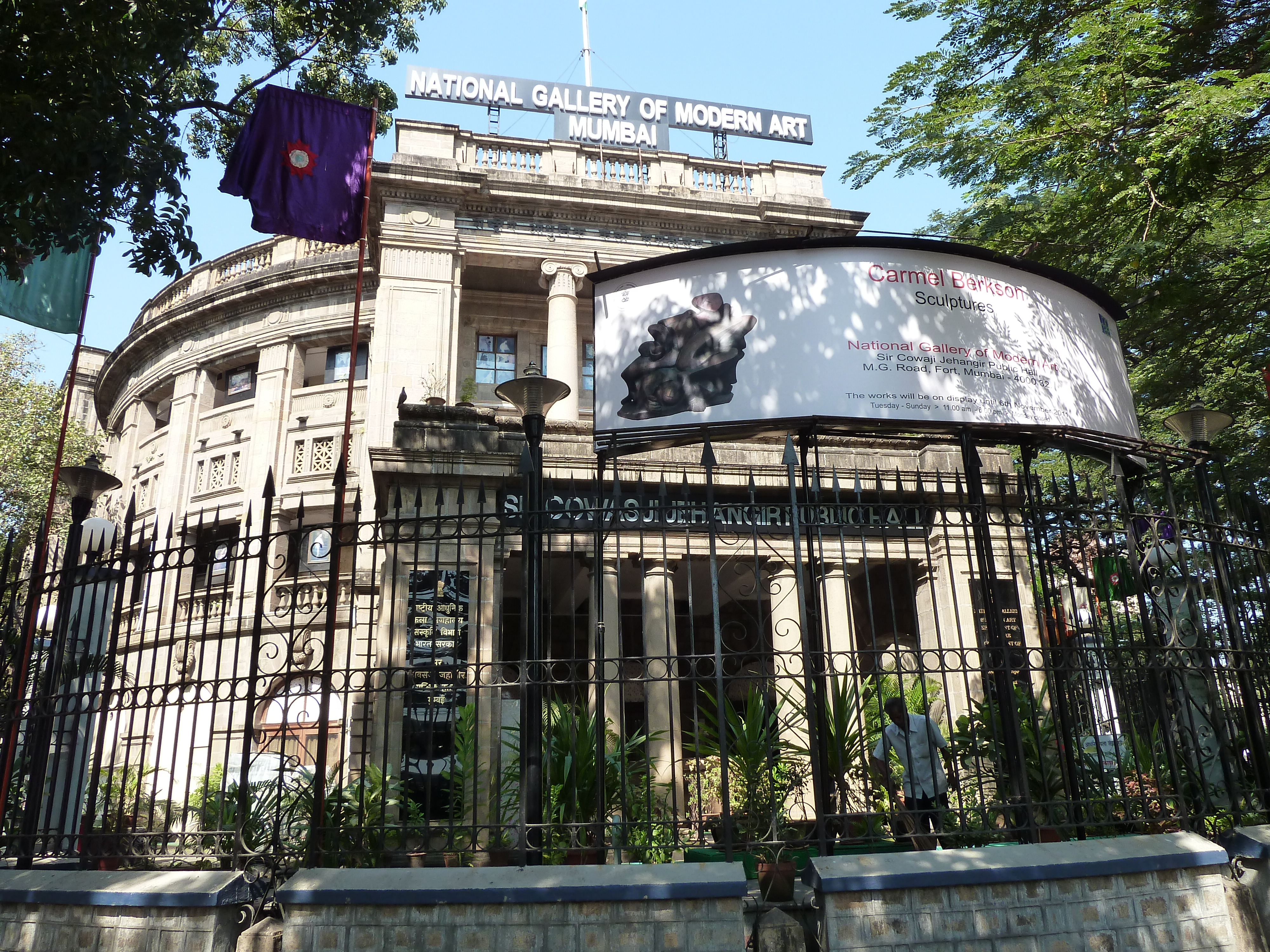
National Gallery of Modern Art, Mumbai

National Gallery of Modern Art Mumbai öppnades 1996. Det visar olika utställningar och ligger nära Regal Cineman i Colaba. 

## Bangalore
Manikyavelu Mansion på Palace Road renoverades i Bangalore 2006 för att bli National Gallery of Modern Arts tredje lokal.

## Fotogalleri

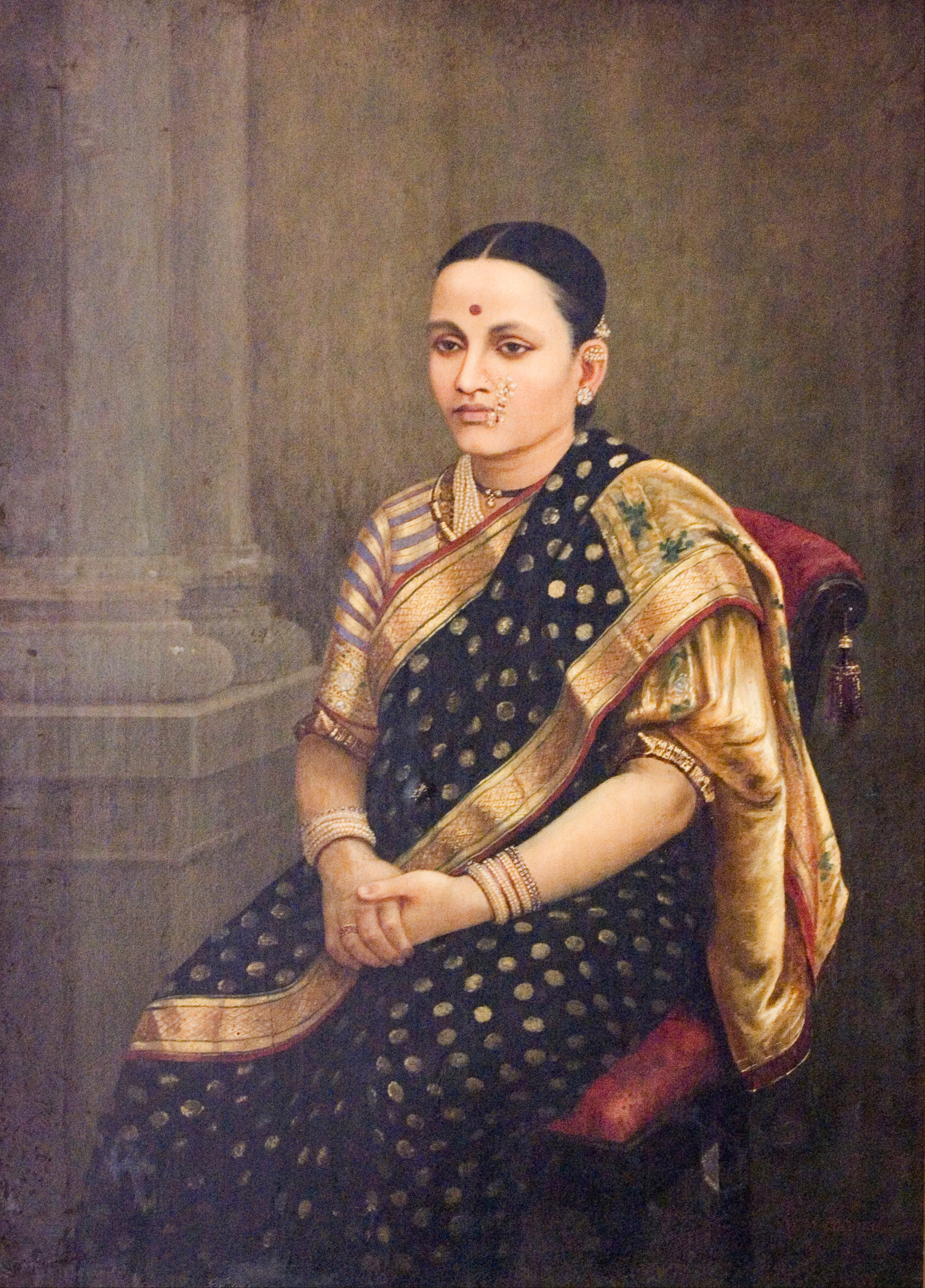
Portrait of a lady av Raja Ravi Varma, slutet av 1800-talet
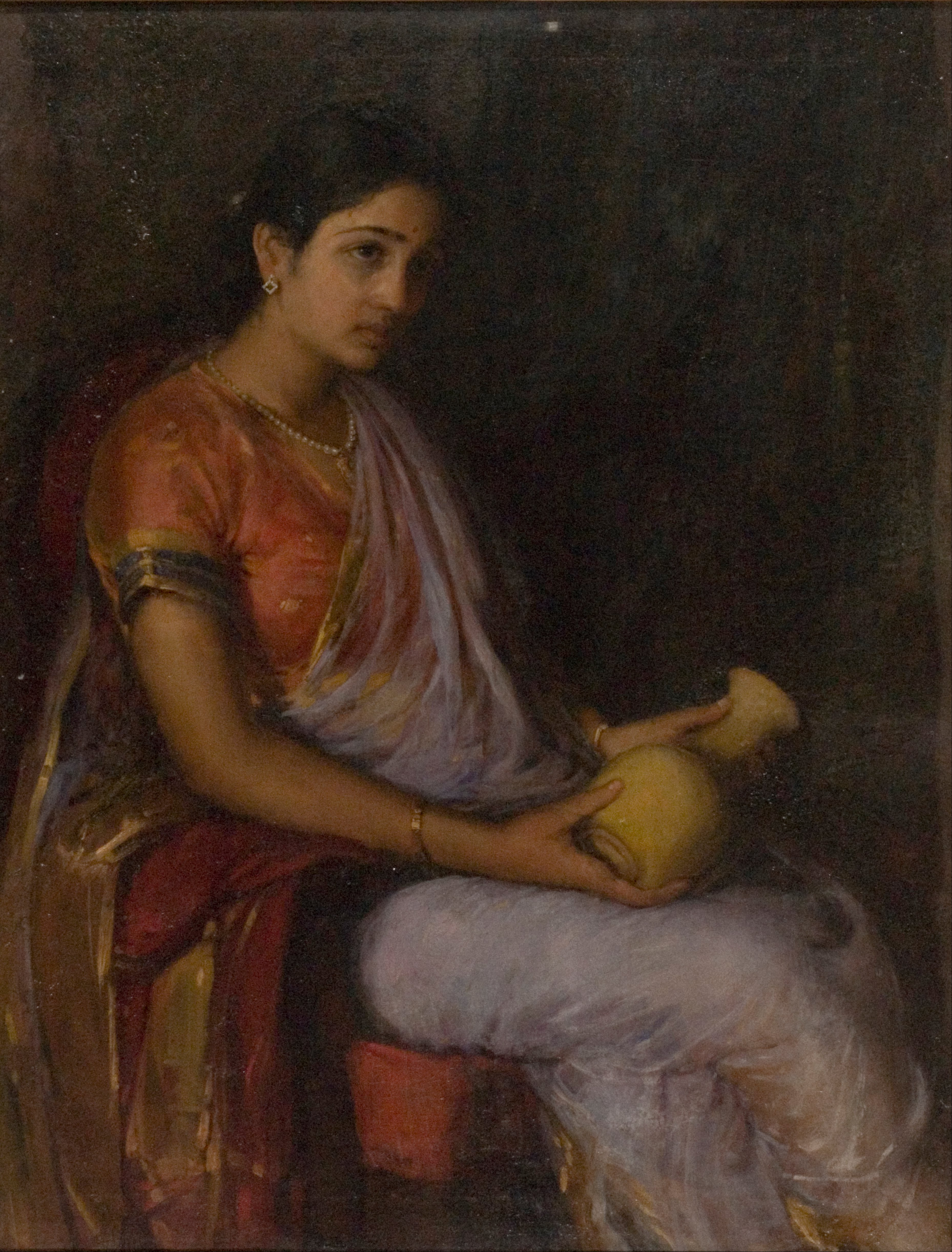
Girl with av Vase av Antonio Xavier Trindade, sekelskiftet 1800/1900
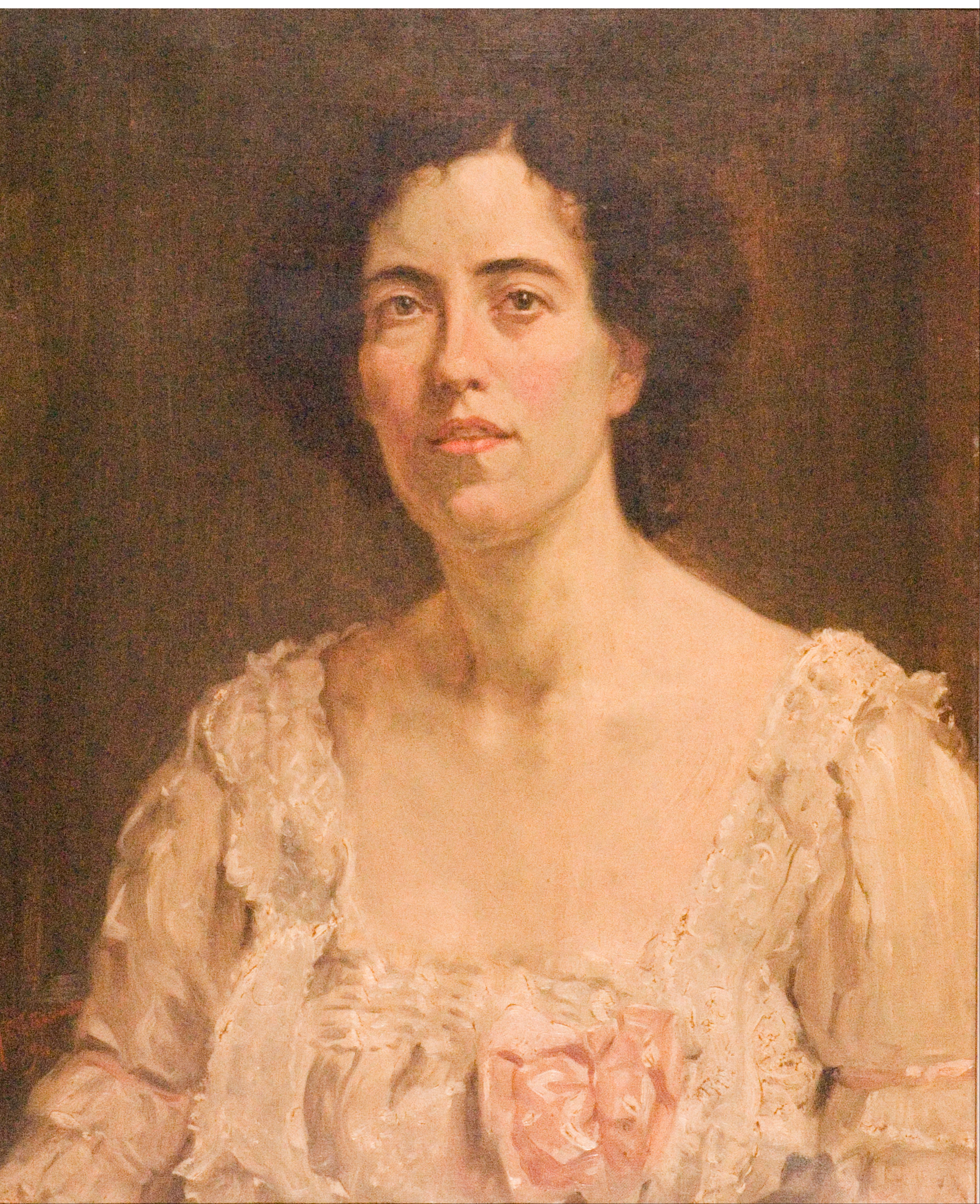
Picture of a Lady av Manchershaw Fakirjee Pithawalla, sekelskiftet 1800/1900
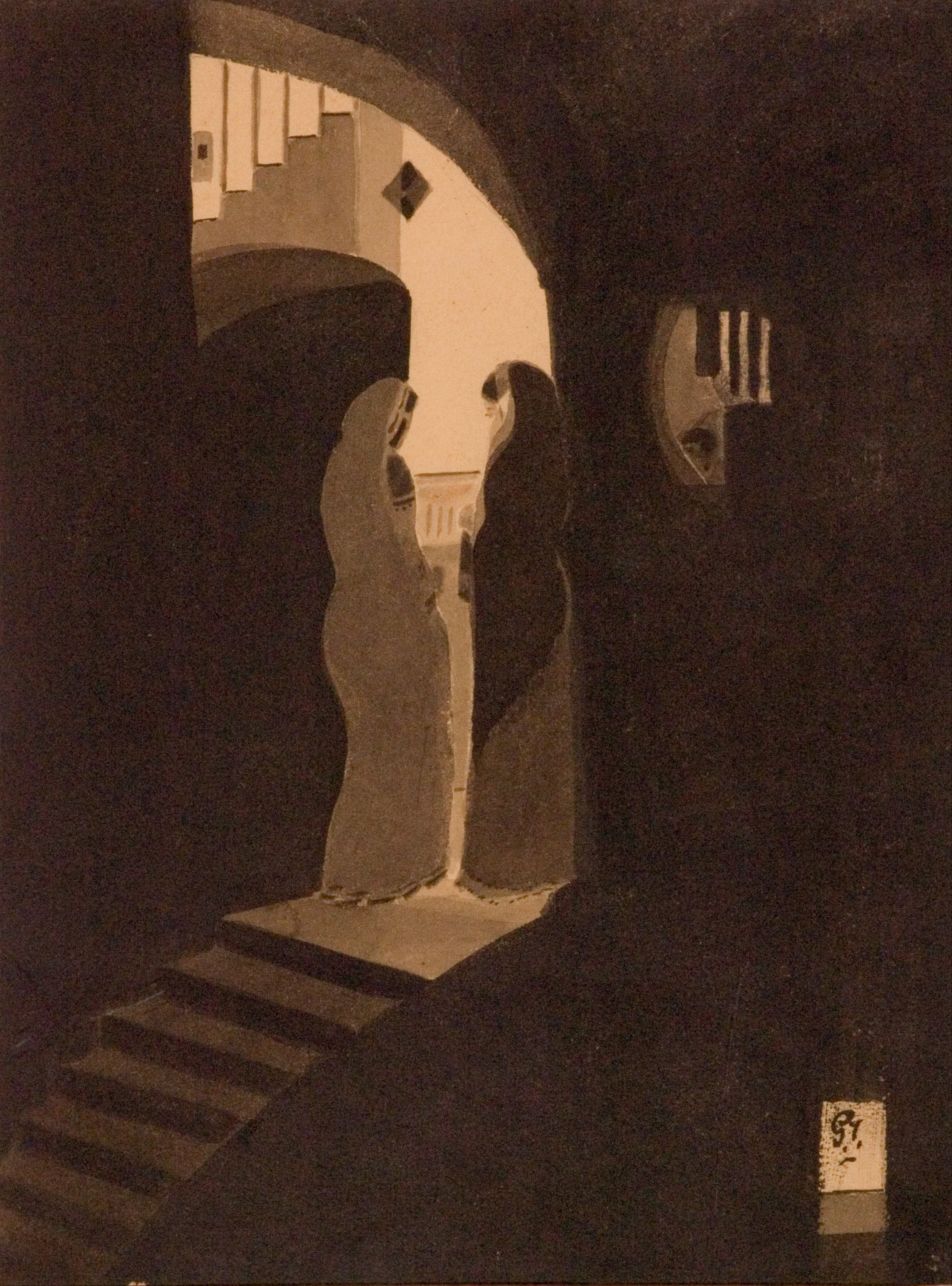
Meeting at the Staircase av Gaganendranath Tagore, 1920-25